# 北林登赫斯特 (紐約州)
北林登赫斯特（英語：North Lindenhurst）是位於美國紐約州薩福克縣的普查規定居民點。

## 人口
根據2020年美國人口普查的數據，北林登赫斯特的面積為5.00平方千米，皆為陸地。當地共有人口12000人，而人口密度為每平方千米2,400人。